# 209 هـ
209 هـ هي سنة في التقويم الهجري امتدت مقابلةً في التقويم الميلادي بين سنتي 824 و825.

## مواليد
- الترمذي
- محمد بن ماجه

## وفيات
- الهيثم بن عدي
- موسى الناطق بالحق
- هشام بن معاوية الضرير
- يعلى بن عبيد الطنافسي
- عبد الكريم بن عبد الواحد بن مغيث
- معمر بن المثنى